# Philistins (Bible)
Pour le peuple, voir Philistins.
 (décembre 2023).
- Si vous ne connaissez pas le sujet, laissez ce bandeau (vous pouvez alors contacter les auteurs).
- Si vous supprimez le contenu mis en cause (vous pouvez préalablement contacter les auteurs),

argumentez précisément cette suppression dans la page de discussion
(un manque de référence n'est pas un argument ; une recherche réelle de référence doit avoir été effectuée, être formellement documentée).

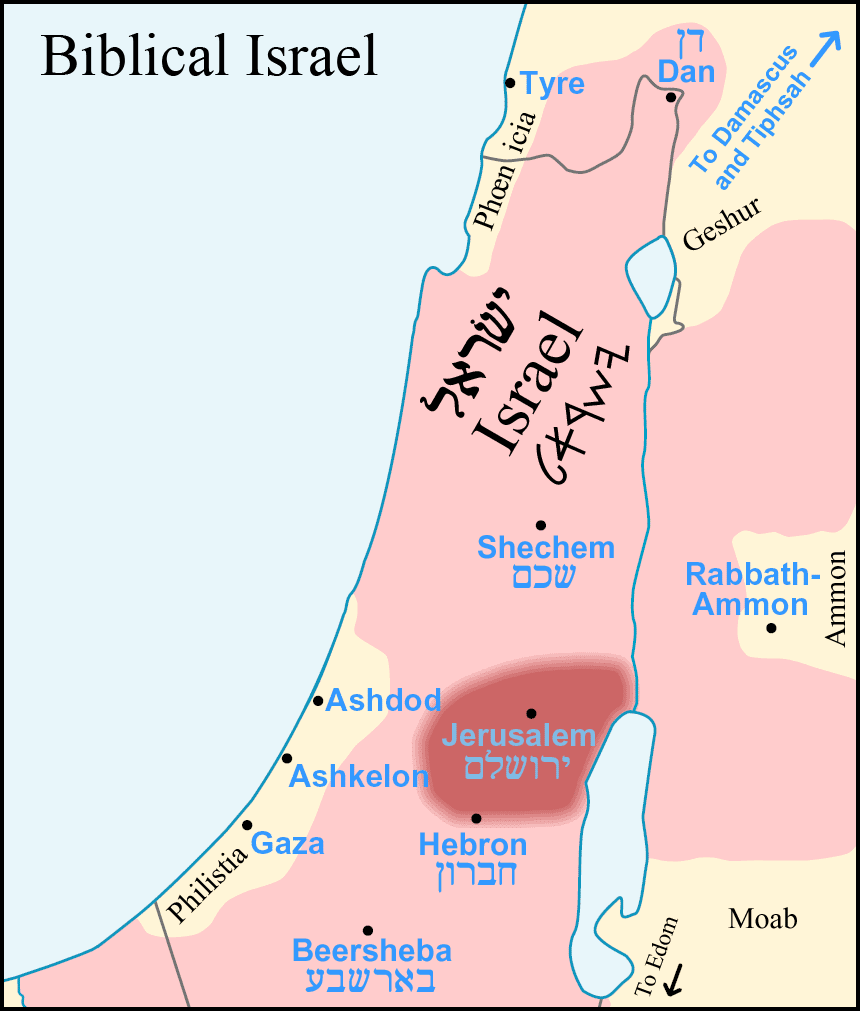
Carte d'Israël sous la monarchie unifiée lors des règnes de David et Salomon (à partir du récit qu'en fait la Bible, « de Dan à Beer-Sheva »). En rouge, le cœur du royaume est le territoire historique de la tribu de Juda ; en rose, les territoires peuplés par les Israélites ou sous administration royale directe.

Cet article est consacré aux mentions des Philistins dans la Bible.

## Pentateuque
Le mot פְּלִשְׁתִּים PLShTYM, traduit par "Philistins", apparaît au verset 10, 14 de la Genèse :   "Misraïm engendra les gens de Lud, de Anam, de Lehab, de Naphtuh, de Patros, de Kasluh et de Kaphtor, d'où sont sortis les Philistins". Le pays des Philistins a pour roi Abimélech.
21, 32 : « Après qu'ils eurent conclu alliance à Beer-Sheva, Abimélech se leva, avec Pikol, le chef de son armée, et ils retournèrent au pays des Philistins.
21, 34 : Abraham séjourna longtemps au pays des Philistins.
26, 1 : Il y eut une famine dans le pays - en plus de la première famine qui eut lieu du temps d'Abraham - et Isaac se rendit à Gérar chez Abimélech, roi des Philistins.
26, 8 : Il était là depuis longtemps quand Abimélech, le roi des Philistins, regardant par la fenêtre, vit Isaac qui caressait Rébecca, sa femme ». 
En Genèse 26, 14 et 15, les choses se gâtent :
26, 14 : « Il avait des troupeaux de gros et de petit bétail et de nombreux serviteurs. Les Philistins en devinrent jaloux.
26, 15 : Tous les puits que les serviteurs de son père avaient creusés, - du temps de son père Abraham, - les Philistins les avaient bouchés et comblés de terre.
26, 18 : Isaac creusa de nouveau les puits qu'avaient creusés les serviteurs de son père Abraham et que les Philistins avaient bouchés après la mort d'Abraham, et il leur donna les mêmes noms que son père leur avait donnés ».
Dans l'Exode, il y a deux occurrences de פְּלִשְׁתִּים PLShTYM, les Philistins, et une de פְּלִשְׁתִּ PLST, la Philistie.
13, 17 : « Lorsque Pharaon eut laissé partir le peuple, Dieu ne lui fit pas prendre la route du pays des Philistins, bien qu'elle fût plus proche, car Dieu s'était dit qu'à la vue des combats le peuple pourrait se repentir et retourner en Égypte.
15, 14 : Les peuples ont entendu, ils frémissent, des douleurs poignent les habitants de Philistie.
23, 31 : Je fixerai tes frontières de la mer des Roseaux à la mer des Philistins, et du désert au Fleuve, car Je livrerai entre vos mains les habitants du pays, et tu les chasseras devant toi ».

## Vers la monarchie

### De Josué à Samson
En Josué 13, 3, les cinq princes des Philistins sont énumérés, ce sont ceux « de Gaza, d'Asdod, d'Askalon, de Gath et d'Ekron ».
- Juges 10, 7 : « La colère de l'Eternel s'enflamma contre Israël, et il les vendit entre les mains des Philistins et entre les mains des fils d'Ammon.
- Juges 13, 1 : Les enfants d'Israël firent encore ce qui déplaît à l'Eternel; et l'Eternel les livra entre les mains des Philistins, pendant quarante ans.
- Juges 13, 5 Annonciation de la naissance de שִׁמְשׁוֹן, Chimechone, Samson le Nazir, נְזִיר, qui commencera à délivrer Israël de la main des Philistins. *
- Juges, 15, 20 : Samson fut juge en Israël, au temps des Philistins, pendant vingt ans ».

Lors du festin de mariage, Samson défie une trentaine de convives de résoudre une énigme et comme ils n'y parviennent pas, il les tue. Le père de la mariée, ayant mal pris la chose, reprit sa fille, ce qui ne plut pas à Samson qui brûla la récolte des Philistins. Riposte de ceux-ci qui « montèrent en Juda (Judée) » pour y capturer Samson. Mais celui-ci, disposant d'une force herculéenne, ne se laissa pas faire et « trouvant une mâchoire d'âne fraîche, il tendit la main, la saisit et en abattit mille hommes ».
Quelques années plus tard, Samson « aima une femme dans la vallée de Sorek, elle se nommait Dalila ». Les satrapes des Philistins n'apprécièrent guère et, voulant s'emparer de Samson, ordonnèrent à Dalila de trouver le secret de sa force. Ayant localisé la source de celle-ci aux cheveux, elle fait raser la tête de Samson qui perd sa puissance. Les Philistins s'en emparent, lui crèvent les yeux et le jettent en prison. Plus tard, lors du sacrifice à leur dieu Dagon, les Philistins attachent Samson entre deux colonnes du temple « pour qu'il les divertisse ». Mais, ses cheveux ayant repoussé, Samson retrouve ses forces, repousse les colonnes et le temple s'écroule sur les satrapes et la foule.
- Juges 16, 4 : « Après cela, il (Samson) aima une femme dans la vallée de Sorek. Elle se nommait דְּלִילָה, Delila. Les princes des Philistins montèrent vers elle, et lui dirent: Flatte-le, pour savoir d'où lui vient sa grande force et comment nous pourrions nous rendre maîtres de lui; nous le lierons pour le dompter, et nous te donnerons chacun mille et cent sicles d'argent ».
- Juges 16, 29 : « Et Samson embrassa les deux colonnes du milieu sur lesquelles reposait la maison, et il s'appuya contre elles; l'une était à sa droite, et l'autre à sa gauche » (30). Samson dit : « Que je meure avec les Philistins! Il se pencha fortement, et la maison tomba sur les princes et sur tout le peuple qui y était. Ceux qu'il fit périr à sa mort furent plus nombreux que ceux qu'il avait tués pendant sa vie ».

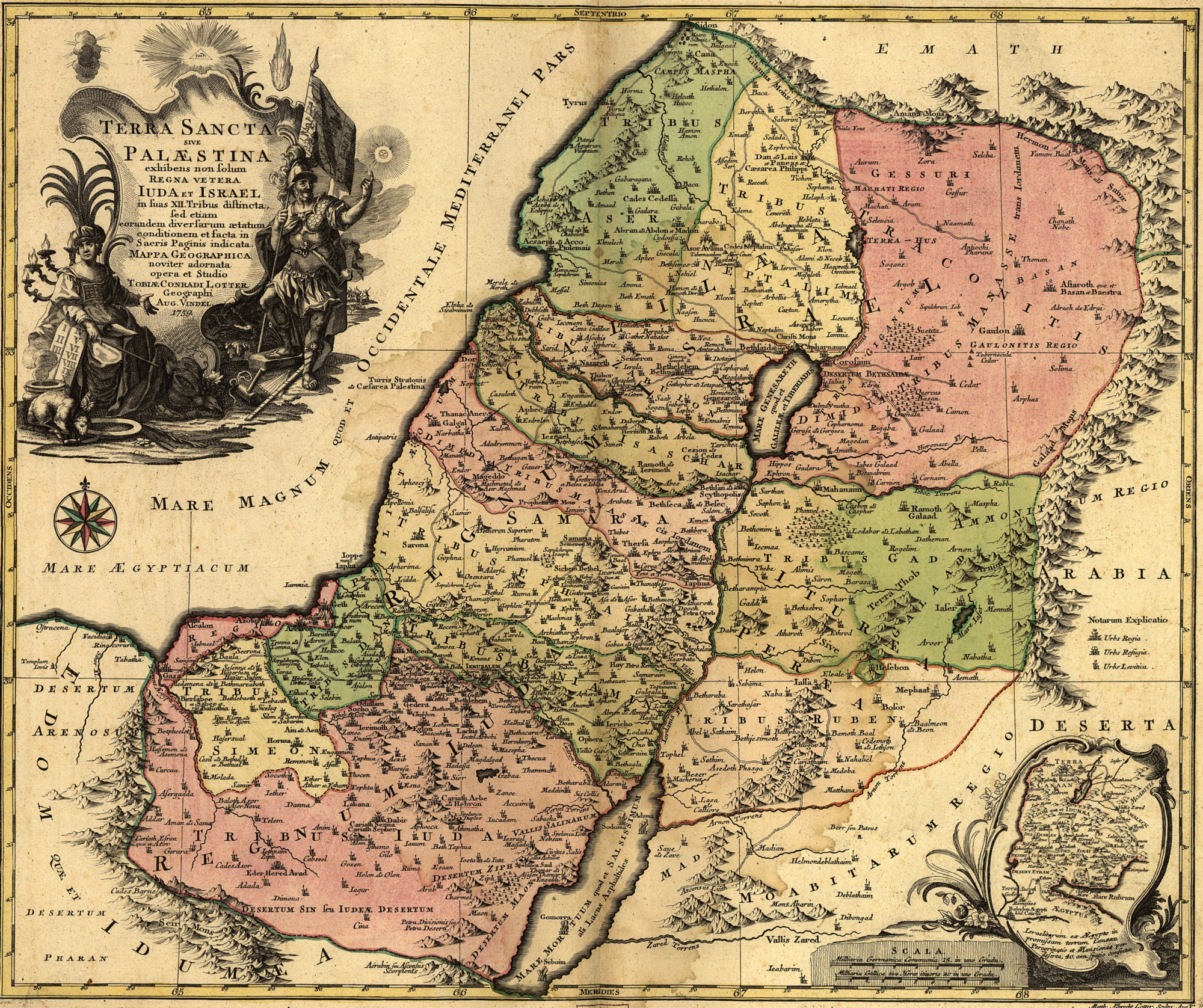
Répartition biblique des douze tribus d'Israël.

### Le vol de l'Arche d'alliance
Dans le Premier livre de Samuel, on lit comment Israël fut battu par les Philistins à la bataille d'Eben Ezer ; ces derniers ayant frappé quatre mille hommes. Puis les Philistins s'emparèrent de l'Arche d'alliance, et l'emportèrent à Ashdod dans le temple de Dagon. Pour échapper à la vengeance de Yahweh qui frappa successivement d'hémorroïdes les villes dans lesquelles les Philistins déplaçaient l'arche (à savoir Ashdod, Gath et Ekron), les cinq princes philistins décidèrent de rendre l'arche aux Israélites. Ils offrirent également dix objets d'or en "sacrifice de délit", selon l'avis des sacrificateurs et des devins philistins, afin que le fléau cesse. En tout, l'arche fut dans le pays des Philistins pendant sept mois. (1 Samuel 4.1 à 6.13)
Une bataille décisive est décrite en 1 Samuel 7 : « Or, les Philistins ayant appris que les Israélites s'étaient réunis à Miçpa, leurs princes marchèrent contre Israël; les Israélites en furent informés, et ils eurent peur des Philistins ». (...) 10 « Tandis que Samuel offrait l'holocauste, les Philistins s'avancèrent pour attaquer Israël ; mais le Seigneur tonna en ce moment, avec grand fracas, sur les Philistins, les étourdit, et ils furent battus par Israël ». 11 « Les gens d'Israël s'élancèrent de Miçpa à la poursuite des Philistins, et les battirent jusque sous Beth-Car ». (...) 13 « Ainsi les Philistins furent matés, et ne tentèrent plus de pénétrer sur le territoire d'Israël ; car la main de l'Éternel pesa sur eux tant que vécut Samuel ». 14 « Les villes que les Philistins avaient prises à Israël furent recouvrées par lui, depuis Ekron jusqu'à Gath, ainsi que leur territoire, qu'Israël reprit sur les Philistins. Il y avait paix, d'ailleurs, entre Israël et les Amoréens ».

### Saül et Jonathan
On y lit aussi que les Philistins, « de peur que les Hébreux ne fabriquent des épées ou des lances » avaient interdit aux gens d'Israël d'exercer le métier de forgeron, de sorte que ceux-ci devaient « descendre chez les Philistins pour aiguiser chacun son soc, sa hachette, sa hache ou sa faux ». Samuel 1, 13, 22 : « De sorte que, le jour du combat, nul n'avait ni épée ni javelot dans toute l'armée de Saül et de Jonathan, si ce n'est Saül lui-même et Jonathan son fils ». Ceux-ci se rendirent au poste philistin de Mikmar et « abattirent environ vingt hommes sur un demi-sillon d'un arpent de terre » et « l'épouvante se mit dans le camp, dans la campagne et dans tout le peuple ». Apprenant cela, tous les hommes d'Israël se rassemblèrent et battirent les Philistins, mettant un terme à leur domination. Cette fois le nombre de victimes resta limité, car « Saül monta, sans poursuivre les Philistins, et les Philistins regagnèrent leur pays ».

### David, Goliath et la suite
Toujours dans le même livre, on trouve également le récit du jeune David terrassant le géant philistin Goliath en présence des deux camps belligérants. Le récit du combat est au chapitre 17 du Premier livre de Samuel.
David refuse de porter la main sur Saül et de causer sa mort. Il préfère s’enfuir chez les Philistins. Les Philistins voient en David un prétendant au trône, un homme à soutenir pour attiser la division en Israël. Ils lui confient des missions contre Saül. David combattra en fait d’autres ennemis d’Israël à la limite méridionale du territoire de la tribu de Juda. David restera en territoire philistin jusqu’à la mort de Saül.
Vient le moment où les Philistins préparent une énième campagne contre Israël. David propose sa collaboration à Akich mais les satrapes, ne faisant pas confiance à David, la refusent. On évite de justesse un affrontement fratricide entre Israélites. David se venge de sa déconvenue en lançant une nouvelle expédition contre les Amalécites…
Entretemps, les Philistins mettent les Israélites en fuite et confirment leur domination sur leurs voisins.

## Les deux royaumes
Après le VIIIe siècle av. J.-C., les populations de Philistins vaincus par David vraisemblablement s'assimilent et disparaissent en tant que peuple. David enlève ensuite aux Cananéens les villes qu'ils tiennent encore. Il s'empare de Jérusalem, ville forte de la peuplade des Jébuséens. Il bâtit enfin le Royaume israélite avec Jérusalem comme capitale. Jérusalem devient la capitale religieuse quand l'Arche d'Alliance y est transportée. Pour ne pas mettre en péril sa succession, David fait proclamer roi de son vivant son fils Salomon, et règne de 970 à 931 av. J.-C.
- En -931 commence le royaume du roi Salomon réputé pour sa sagesse. Son royaume dure jusqu'en -870. Il bâtit le Temple de Jérusalem pour y abriter l'Arche d'alliance et ses ambassadeurs sont reconnus dans tout le monde antique, ses marchands voyageant de l'Inde à l'Afrique du Nord en passant par la corne d'Afrique.
- Ses successeurs divisèrent le royaume en deux : au sud le royaume de Juda comprenant Jérusalem gouverné par Roboam et au nord le royaume d'Israël sur lequel règne Jéroboam et dont la capitale est Tirsa. Les conflits permanents entre les deux régions constitue des opportunités pour les différentes tribus (Édomites, Ammonites, Philistins, Moabites) pour recouvrer leur indépendance. Entretemps, Omri a fondé Samarie pour en faire la capitale du royaume d'Israël.